# Brufe (Vila Nova de Famalicão)
Brufe es una freguesia portuguesa del concelho de Vila Nova de Famalicão, con 2,51 km² de superficie y 2.288 habitantes (2001). Su densidad de población es de 911,6 hab/km².